# Johann Caspar von Ampringen

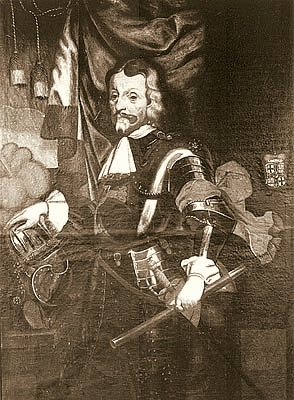
Johann Caspar von Ampringen

Johann Caspar von Ampringen (19 gennaio 1619 – Breslavia, 9 settembre 1684) fu Principe di Freudenthal e Eulenburg, e Gran maestro dell'Ordine teutonico.

## Biografia
Era figlio di Johann Christoph von Ampringen e di Susanne von Landsberg.
Ampringen era stato Capitano Maggiore nell'esercito reale boemo in Slesia e Governatore Imperiale del Regno di Ungheria. Il 12 marzo 1665 si recò a Vienna dove venne nominato Gran Maestro della Germania. Il 4 novembre 1682, sempre a Vienna, ottenne il titolo di Principe ed il 10 novembre dello stesso anno quello di Principe del Sacro Romano Impero col titolo di "von Freudenthal". Come Gran Maestro, ristrutturò il Castello di Freudenthal.
Ampringen morì nel 1684 e, malgrado la sua famiglia fosse originaria di Breslavia, venne sepolto nella chiesa dell'Ordine a Freudenthal.